# بنابدان
بنابدان، روستایی از توابع بخش مرکزی شهرستان بافت در استان کرمان ایران است. فاصله این روستا تا شهرستان بافت ۱۰۰ کیلومتر و تا شهرستان ارزوئیه ۷۰ کیلومتر است.

## جمعیت
این روستا در دهستان دهسرد قرار دارد و براساس سرشماری مرکز آمار ایران در سال ۱۳۸۵، جمعیت آن ۱۱۴ نفر (۳۹خانوار) بوده‌است.